# Tournoi masculin de water-polo aux Jeux olympiques d'été de 2016
 (août 2025).
Si vous disposez d'ouvrages ou d'articles de référence ou si vous connaissez des sites web de qualité traitant du thème abordé ici, merci de compléter l'article en donnant les références utiles à sa vérifiabilité et en les liant à la section « Notes et références ».
Cet article traite de l'épreuve masculine. Pour la compétition féminine, voir Tournoi féminin de water-polo aux Jeux olympiques d'été de 2016.
Navigation
Londres 2012 Tokyo 2020
Le tournoi masculin de water-polo aux Jeux olympiques d'été de 2016 se tient à Rio de Janeiro, au Brésil, du 6 au 20 août 2016. Les matchs du premier tour ont tous lieu au sein du Parc aquatique Maria-Lenk à l’exception de la dernière journée qui se déroule, comme les phases finales, au Centre aquatique olympique. Il s'agit de la vingt-septième édition de ce tournoi depuis son apparition au sein du programme olympique lors des Jeux de 1900 ayant eu lieu à Paris.
Les fédérations affiliées à la FINA participent par le biais de leur équipe masculine aux épreuves de qualification. Onze équipes rejoignent ainsi le Brésil, nation hôte de la compétition, pour s'affronter lors du tournoi final.

## Préparation de l'événement

### Désignation du pays hôte
La commission exécutive du Comité international olympique a sélectionné le 4 juin 2008 quatre villes candidates parmi une liste de sept villes postulant à la candidature. Les quatre villes retenues (Chicago, Madrid, Rio de Janeiro et Tokyo) ont alors entamé la deuxième phase de la procédure.
À l'issue de celle-ci, le 2 octobre 2009 à Copenhague, après avoir étudié les dossiers de chaque ville, le jury désigne Rio de Janeiro comme ville hôte des Jeux olympiques de 2016 au terme de trois tours de scrutin. Lors du dernier tour, la ville brésilienne devance Madrid de trente-quatre voix.

### Lieux des compétitions
Deux piscines sont retenues pour le tournoi de water-polo : le Parc aquatique Maria-Lenk et le Centre aquatique olympique, toutes deux situées dans le quartier de la Barra da Tijuca. Le Parc aquatique Mari-Lenk est utilisée pour les quatre premières journées du premier tour. Le Centre aquatique olympique l'est pour la dernière journée du premier tour, les quarts de finale, les demi-finales, la finale pour la médaille de bronze et celle pour la médaille d'or.

## Acteurs du tournoi

### Équipes qualifiées
Chaque Comité national olympique peut engager une seule équipe dans la compétition.
Les épreuves qualificatives du tournoi masculin de water-polo des Jeux olympiques se déroulent du 23 juin 2015 au 10 avril 2016. En tant que pays hôte, le Brésil est qualifié d'office, tandis que les autres équipes passent par différents modes de qualifications continentales.
La première place qualificative est attribuée au vainqueur de la Ligue mondiale 2015 permettant ainsi à l'équipe de Serbie, double médaillée de bronze en 2008 et 2012, de se qualifier pour une troisième édition consécutive. Ensuite, deux places sont attribuées aux finalistes du championnat du monde 2015 que sont la Serbie et la Croatie, actuelle détentrice du titre olympique. La Serbie, finaliste victorieuse de cette compétition étant déjà qualifiée, laisse la place qualificative à la Grèce qui a terminé à la troisième place. Une autre place est décernée au vainqueur des Jeux panaméricains de 2015, à savoir les États-Unis, alors qu'une autre revient au Monténégro après sa défaite face à la Serbie en finale du championnat d'Europe 2016, équipe restant sur deux quatrième places olympiques en autant de participation. Deux autres places sont adjugées aux vainqueurs des tournois de sélection océanien et asiatique que sont l'Australie et le Japon. Les quatre dernières places sont attribuées à l'issue d'un tournoi préolympique mondial réunissant douze équipes issues des championnats précédents. Ce tournoi permet donc à la Hongrie, vainqueur de l'épreuve et détentrice du plus grand nombre de titres olympiques avec neuf titres, mais aussi à l'Italie, finaliste lors du tournoi de 2012, à l'Espagne et à la France, qui retrouve les Jeux après vingt-quatre ans d'absence, de décrocher les dernières places qualificatives pour les Jeux.
| Compétition                             | Date                   | Lieu                 | Places | Qualifiés                     |
| --------------------------------------- | ---------------------- | -------------------- | ------ | ----------------------------- |
| Pays organisateur                       | 2 octobre 2009         | Copenhague, Danemark | 1      | Brésil                        |
| Ligue mondiale 2015                     | 23-28 juin 2015        | Bergame, Italie      | 1      | Serbie                        |
| Jeux panaméricains de 2015              | 7-15 juillet 2015      | Toronto, Canada      | 1      | États-Unis                    |
| Championnat du monde 2015               | 27 juillet-8 août 2015 | Kazan, Russie        | 2      | Croatie Grèce                 |
| Sélection continentale océanienne       | 19 octobre 2015        | Perth, Australie     | 1      | Australie                     |
| Tournoi de qualification asiatique      | 16-20 décembre 2015    | Foshan, Chine        | 1      | Japon                         |
| Championnat d'Europe de water-polo 2016 | 10-23 janvier 2016     | Belgrade, Serbie     | 1      | Monténégro                    |
| Tournoi de qualification olympique      | 3-10 avril 2016        | Trieste, Italie      | 4      | Hongrie Italie Espagne France |
| Total                                   |                        |                      | 12     |                               |

### Arbitres
La Fédération internationale de natation (FINA) a sélectionné vingt-huit arbitres pour les deux tournois masculin et féminin :
| - ROU Adrian Alexandrescu - ESP Francesc Buch - USA Jim Cullingham - CAN Marie-Claude Deslières - NED Diana Dutilh-Dumas - IRI Farid Fattahian - AUS Daniel Flahive | - EGY Hatem Gaber - HUN Filippo Gomez - AUS Michael Hart - MNE Stanko Ivanovski - AZE Mark Koganov - POL Radoslaw Koryzna - SLO Boris Margeta | - FRA Benjamin Mercier - ARG German Moller - HUN Péter Molnár - RUS Sergey Naumov - CHN Ni Shi Wei - USA Joseph Peila - CRO Nenad Peris | - SRB Vojin Putniković - IRI Masoud Rezvani - GRE Georgios Stavridis - JPN Tadao Tahara - BRA Fabio Toffoli - GER Manfred Vater - RSA Dion Willis |

### Joueurs
Le tournoi masculin est un tournoi international sans aucune restriction d'âge. Chaque nation doit présenter une équipe de treize joueurs tous titulaires. Les treize joueurs peuvent être présents sur chaque feuille de match.

### Tirage au sort
Le tirage au sort de la phase finale des Jeux olympiques de Rio de Janeiro a lieu le 10 avril 2016.
| Pot 1   | Pot 2      | Pot 3      | Pot 4  | Pot 5   | Pot 6   |
| ------- | ---------- | ---------- | ------ | ------- | ------- |
| Serbie  | Grèce      | États-Unis | France | Hongrie | Espagne |
| Croatie | Monténégro | Australie  | Japon  | Italie  | Brésil  |

| Groupe A       | Groupe B        |
| -------------- | --------------- |
| Serbie (A1)    | Croatie (B1)    |
| Grèce (A2)     | Monténégro (B2) |
| Australie (A3) | États-Unis (B3) |
| Japon (A4)     | France (B4)     |
| Hongrie (A5)   | Italie (B5)     |
| Brésil (A6)    | Espagne (B6)    |

## Premier tour

### Format de la compétition
Les douze équipes qualifiées sont réparties en deux groupes de six. Chaque équipe marque deux points en cas de victoire, un point en cas de match nul et zéro point en cas de défaite.
Pour départager les équipes à la fin des matchs de poule, en cas d'égalité de points, le CIO a décidé d'appliquer les critères de la FINA. Les équipes sont départagées suivant les critères suivants (dans l'ordre) :
1. résultat des matchs particuliers ;
2. différence entre buts marqués et encaissés entre les équipes concernées ;
3. Plus grand nombre de buts marqués ;
4. différence entre buts marqués et encaissés de tous les matchs joués ;

Les équipes terminant aux quatre premières places sont qualifiées pour le tournoi final à élimination directe.
| Légende                                                               |
| --------------------------------------------------------------------- |
| Les quatre meilleures équipes se qualifient pour les quarts de finale |
| Les deux dernières équipes sont éliminées du tournoi                  |

### Groupe A

#### Classement
| Rang | Équipe    | Pts | J | G | N | P | Bp | Bc | Diff |
| ---- | --------- | --- | - | - | - | - | -- | -- | ---- |
| 1    | Hongrie   | 7   | 5 | 2 | 3 | 0 | 57 | 43 | +14  |
| 2    | Grèce     | 6   | 5 | 2 | 2 | 1 | 41 | 40 | +1   |
| 3    | Brésil    | 6   | 5 | 3 | 0 | 2 | 40 | 39 | +1   |
| 4    | Serbie    | 6   | 5 | 2 | 2 | 1 | 49 | 44 | +5   |
| 5    | Australie | 5   | 5 | 2 | 1 | 2 | 44 | 40 | +4   |
| 6    | Japon     | 0   | 5 | 0 | 0 | 5 | 36 | 61 | -25  |

#### Matchs
| 6 août 2016       | Serbie        | 13 - 13              | Hongrie         |                                                                                            |                                                                                            |
| 09h00 (UTC−03:00) | Filipović (3) | (3-5, 3-4, 3-2, 4-2) | Hosnyánszky (3) | Parc aquatique Maria-Lenk, Rio de Janeiro Arbitrage : Adrian Alexandrescu Radoslaw Koryzna | Parc aquatique Maria-Lenk, Rio de Janeiro Arbitrage : Adrian Alexandrescu Radoslaw Koryzna |
| 09h00 (UTC−03:00) | Rapport       |                      |                 | Parc aquatique Maria-Lenk, Rio de Janeiro Arbitrage : Adrian Alexandrescu Radoslaw Koryzna | Parc aquatique Maria-Lenk, Rio de Janeiro Arbitrage : Adrian Alexandrescu Radoslaw Koryzna |

| 6 août 2016       | Grèce            | 8 - 7                | Japon             |                                                                                      |                                                                                      |
| 13h00 (UTC−03:00) | Vlachopoulos (3) | (2-2, 2-1, 0-4, 4-0) | trois joueurs (2) | Parc aquatique Maria-Lenk, Rio de Janeiro Arbitrage : Stanko Ivanovski Sergey Naumov | Parc aquatique Maria-Lenk, Rio de Janeiro Arbitrage : Stanko Ivanovski Sergey Naumov |
| 13h00 (UTC−03:00) | Rapport          |                      |                   | Parc aquatique Maria-Lenk, Rio de Janeiro Arbitrage : Stanko Ivanovski Sergey Naumov | Parc aquatique Maria-Lenk, Rio de Janeiro Arbitrage : Stanko Ivanovski Sergey Naumov |

| 6 août 2016       | Brésil      | 8 - 7                | Australie               |                                                                                   |                                                                                   |
| 20h50 (UTC−03:00) | Delgado (3) | (3-2, 2-1, 2-2, 1-2) | Campbell, Cotterill (2) | Parc aquatique Maria-Lenk, Rio de Janeiro Arbitrage : Francesc Buch Filippo Gomez | Parc aquatique Maria-Lenk, Rio de Janeiro Arbitrage : Francesc Buch Filippo Gomez |
| 20h50 (UTC−03:00) | Rapport     |                      |                         | Parc aquatique Maria-Lenk, Rio de Janeiro Arbitrage : Francesc Buch Filippo Gomez | Parc aquatique Maria-Lenk, Rio de Janeiro Arbitrage : Francesc Buch Filippo Gomez |

| 8 août 2016       | Serbie        | 9 - 9                | Grèce          |                                                                                 |                                                                                 |
| 09h00 (UTC−03:00) | Filipović (2) | (1-2, 0-2, 4-3, 4-2) | Fountoulis (4) | Parc aquatique Maria-Lenk, Rio de Janeiro Arbitrage : Mark Koganov Joseph Peila | Parc aquatique Maria-Lenk, Rio de Janeiro Arbitrage : Mark Koganov Joseph Peila |
| 09h00 (UTC−03:00) | Rapport       |                      |                | Parc aquatique Maria-Lenk, Rio de Janeiro Arbitrage : Mark Koganov Joseph Peila | Parc aquatique Maria-Lenk, Rio de Janeiro Arbitrage : Mark Koganov Joseph Peila |

| 8 août 2016       | Hongrie           | 9 - 9                | Australie    |                                                                                 |                                                                                 |
| 13h00 (UTC−03:00) | trois joueurs (2) | (4-3, 2-2, 1-3, 2-1) | Campbell (4) | Parc aquatique Maria-Lenk, Rio de Janeiro Arbitrage : Francesc Buch Nenad Peris | Parc aquatique Maria-Lenk, Rio de Janeiro Arbitrage : Francesc Buch Nenad Peris |

| 8 août 2016       | Japon             | 8 - 16               | Brésil    |                                                                                   |                                                                                   |
| 19h30 (UTC−03:00) | trois joueurs (2) | (2-5, 1-3, 4-4, 1-4) | Vrlić (5) | Parc aquatique Maria-Lenk, Rio de Janeiro Arbitrage : Filippo Gomez Boris Margeta | Parc aquatique Maria-Lenk, Rio de Janeiro Arbitrage : Filippo Gomez Boris Margeta |
| 19h30 (UTC−03:00) | Rapport           |                      |           | Parc aquatique Maria-Lenk, Rio de Janeiro Arbitrage : Filippo Gomez Boris Margeta | Parc aquatique Maria-Lenk, Rio de Janeiro Arbitrage : Filippo Gomez Boris Margeta |

| 10 août 2016      | Australie | 8 - 6                | Japon            |                                                                                  |                                                                                  |
| 09h00 (UTC−03:00) | Kayes (4) | (1-2, 2-1, 3-2, 2-1) | Okawa, Takei (2) | Parc aquatique Maria-Lenk, Rio de Janeiro Arbitrage : Francesc Buch Joseph Peila | Parc aquatique Maria-Lenk, Rio de Janeiro Arbitrage : Francesc Buch Joseph Peila |
| 09h00 (UTC−03:00) | Rapport   |                      |                  | Parc aquatique Maria-Lenk, Rio de Janeiro Arbitrage : Francesc Buch Joseph Peila | Parc aquatique Maria-Lenk, Rio de Janeiro Arbitrage : Francesc Buch Joseph Peila |

| 10 août 2016      | Grèce            | 8 - 8                | Hongrie   |                                                                                |                                                                                |
| 10h20 (UTC−03:00) | Vlachopoulos (3) | (1-2, 1-1, 4-2, 2-3) | Hárai (3) | Parc aquatique Maria-Lenk, Rio de Janeiro Arbitrage : Mark Koganov Nenad Peris | Parc aquatique Maria-Lenk, Rio de Janeiro Arbitrage : Mark Koganov Nenad Peris |
| 10h20 (UTC−03:00) | Rapport          |                      |           | Parc aquatique Maria-Lenk, Rio de Janeiro Arbitrage : Mark Koganov Nenad Peris | Parc aquatique Maria-Lenk, Rio de Janeiro Arbitrage : Mark Koganov Nenad Peris |

| 10 août 2016      | Brésil    | 6 - 5                | Serbie             |                                                                                   |                                                                                   |
| 19h30 (UTC−03:00) | Vrlić (2) | (0-2, 3-1, 2-0, 1-2) | quatre joueurs (1) | Parc aquatique Maria-Lenk, Rio de Janeiro Arbitrage : Benjamin Mercier Ni Shi Wei | Parc aquatique Maria-Lenk, Rio de Janeiro Arbitrage : Benjamin Mercier Ni Shi Wei |
| 19h30 (UTC−03:00) | Rapport   |                      |                    | Parc aquatique Maria-Lenk, Rio de Janeiro Arbitrage : Benjamin Mercier Ni Shi Wei | Parc aquatique Maria-Lenk, Rio de Janeiro Arbitrage : Benjamin Mercier Ni Shi Wei |

| 12 août 2016      | Hongrie | 17 - 7               | Japon     |                                                                                       |                                                                                       |
| 09h00 (UTC−03:00) | Kis (5) | (5-1, 6-2, 2-2, 4-2) | Takei (3) | Parc aquatique Maria-Lenk, Rio de Janeiro Arbitrage : Stanko Ivanovski Masoud Rezvani | Parc aquatique Maria-Lenk, Rio de Janeiro Arbitrage : Stanko Ivanovski Masoud Rezvani |
| 09h00 (UTC−03:00) | Rapport |                      |           | Parc aquatique Maria-Lenk, Rio de Janeiro Arbitrage : Stanko Ivanovski Masoud Rezvani | Parc aquatique Maria-Lenk, Rio de Janeiro Arbitrage : Stanko Ivanovski Masoud Rezvani |

| 12 août 2016      | Grèce             | 9 - 4                | Brésil    |                                                                                   |                                                                                   |
| 19h30 (UTC−03:00) | trois joueurs (2) | (3-1, 1-1, 3-2, 2-0) | Silva (2) | Parc aquatique Maria-Lenk, Rio de Janeiro Arbitrage : Boris Margate Sergey Naumov | Parc aquatique Maria-Lenk, Rio de Janeiro Arbitrage : Boris Margate Sergey Naumov |
| 19h30 (UTC−03:00) | Rapport           |                      |           | Parc aquatique Maria-Lenk, Rio de Janeiro Arbitrage : Boris Margate Sergey Naumov | Parc aquatique Maria-Lenk, Rio de Janeiro Arbitrage : Boris Margate Sergey Naumov |

| 12 août 2016      | Serbie            | 10 - 8               | Australie     |                                                                                         |                                                                                         |
| 22h10 (UTC−03:00) | trois joueurs (2) | (2-2, 2-3, 2-1, 4-2) | Cotterill (2) | Parc aquatique Maria-Lenk, Rio de Janeiro Arbitrage : Adrian Alexandrescu Francesc Buch | Parc aquatique Maria-Lenk, Rio de Janeiro Arbitrage : Adrian Alexandrescu Francesc Buch |
| 22h10 (UTC−03:00) | Rapport           |                      |               | Parc aquatique Maria-Lenk, Rio de Janeiro Arbitrage : Adrian Alexandrescu Francesc Buch | Parc aquatique Maria-Lenk, Rio de Janeiro Arbitrage : Adrian Alexandrescu Francesc Buch |

| 14 août 2016      | Australie             | 12 - 7               | Grèce          |                                                                                   |                                                                                   |
| 14h10 (UTC−03:00) | Cotterill, Howden (3) | (5-3, 5-1, 0-1, 2-2) | Fountoulis (3) | Centre aquatique olympique, Rio de Janeiro Arbitrage : Filippo Gomez Joseph Peila | Centre aquatique olympique, Rio de Janeiro Arbitrage : Filippo Gomez Joseph Peila |
| 14h10 (UTC−03:00) | Rapport               |                      |                | Centre aquatique olympique, Rio de Janeiro Arbitrage : Filippo Gomez Joseph Peila | Centre aquatique olympique, Rio de Janeiro Arbitrage : Filippo Gomez Joseph Peila |

| 14 août 2016      | Serbie        | 12 - 8               | Japon     |                                                                                     |                                                                                     |
| 19h30 (UTC−03:00) | Filipović (6) | (2-5, 3-0, 4-2, 3-1) | Takei (5) | Centre aquatique olympique, Rio de Janeiro Arbitrage : Benjamin Mercier Nenad Peris | Centre aquatique olympique, Rio de Janeiro Arbitrage : Benjamin Mercier Nenad Peris |
| 19h30 (UTC−03:00) | Rapport       |                      |           | Centre aquatique olympique, Rio de Janeiro Arbitrage : Benjamin Mercier Nenad Peris | Centre aquatique olympique, Rio de Janeiro Arbitrage : Benjamin Mercier Nenad Peris |

| 14 août 2016      | Brésil             | 6 - 10               | Hongrie           |                                                                                       |                                                                                       |
| 20h50 (UTC−03:00) | Gomes, Perrone (2) | (0-3, 1-2, 3-3, 2-2) | trois joueurs (2) | Centre aquatique olympique, Rio de Janeiro Arbitrage : Francesc Buch Stanko Ivanovski | Centre aquatique olympique, Rio de Janeiro Arbitrage : Francesc Buch Stanko Ivanovski |
| 20h50 (UTC−03:00) | Rapport            |                      |                   | Centre aquatique olympique, Rio de Janeiro Arbitrage : Francesc Buch Stanko Ivanovski | Centre aquatique olympique, Rio de Janeiro Arbitrage : Francesc Buch Stanko Ivanovski |

### Groupe B

#### Classement
| Rang | Équipe     | Pts | J | G | N | P | Bp | Bc | Diff |
| ---- | ---------- | --- | - | - | - | - | -- | -- | ---- |
| 1    | Espagne    | 7   | 5 | 3 | 1 | 1 | 46 | 35 | +11  |
| 2    | Croatie    | 6   | 5 | 3 | 0 | 2 | 36 | 37 | -1   |
| 3    | Italie     | 6   | 5 | 3 | 0 | 2 | 40 | 41 | -1   |
| 4    | Monténégro | 5   | 5 | 2 | 1 | 2 | 36 | 32 | +4   |
| 5    | États-Unis | 4   | 5 | 2 | 0 | 3 | 35 | 35 | 0    |
| 6    | France     | 2   | 5 | 1 | 0 | 4 | 28 | 42 | -14  |

#### Matchs
| 6 août 2016       | États-Unis  | 5 - 7                | Croatie            |                                                                                    |                                                                                    |
| 10h20 (UTC−03:00) | Azevedo (2) | (2-2, 1-1, 1-2, 1-2) | Joković, Šetka (2) | Parc aquatique Maria-Lenk, Rio de Janeiro Arbitrage : Daniel Flahive Boris Margeta | Parc aquatique Maria-Lenk, Rio de Janeiro Arbitrage : Daniel Flahive Boris Margeta |
| 10h20 (UTC−03:00) | Rapport     |                      |                    | Parc aquatique Maria-Lenk, Rio de Janeiro Arbitrage : Daniel Flahive Boris Margeta | Parc aquatique Maria-Lenk, Rio de Janeiro Arbitrage : Daniel Flahive Boris Margeta |

| 6 août 2016       | Espagne    | 8 - 9                | Italie                   |                                                                                           |                                                                                           |
| 11h40 (UTC−03:00) | Molina (4) | (3-2, 2-1, 1-2, 2-4) | Figlioli, Presciutti (3) | Parc aquatique Maria-Lenk, Rio de Janeiro Arbitrage : Georgios Stavridis Vojin Putniković | Parc aquatique Maria-Lenk, Rio de Janeiro Arbitrage : Georgios Stavridis Vojin Putniković |
| 11h40 (UTC−03:00) | Rapport    |                      |                          | Parc aquatique Maria-Lenk, Rio de Janeiro Arbitrage : Georgios Stavridis Vojin Putniković | Parc aquatique Maria-Lenk, Rio de Janeiro Arbitrage : Georgios Stavridis Vojin Putniković |

| 6 août 2016       | France             | 4 - 7                | Monténégro  |                                                                                 |                                                                                 |
| 19h30 (UTC−03:00) | quatre joueurs (1) | (0-2, 0-3, 1-0, 3-2) | Radović (3) | Parc aquatique Maria-Lenk, Rio de Janeiro Arbitrage : Mark Koganov Péter Molnár | Parc aquatique Maria-Lenk, Rio de Janeiro Arbitrage : Mark Koganov Péter Molnár |
| 19h30 (UTC−03:00) | Rapport            |                      |             | Parc aquatique Maria-Lenk, Rio de Janeiro Arbitrage : Mark Koganov Péter Molnár | Parc aquatique Maria-Lenk, Rio de Janeiro Arbitrage : Mark Koganov Péter Molnár |

| 8 août 2016       | Italie      | 11 - 8               | France            |                                                                                      |                                                                                      |
| 10h20 (UTC−03:00) | Aicardi (4) | (4-3, 4-1, 1-2, 2-2) | trois joueurs (2) | Parc aquatique Maria-Lenk, Rio de Janeiro Arbitrage : Sergey Naumov Radosław Koryzna | Parc aquatique Maria-Lenk, Rio de Janeiro Arbitrage : Sergey Naumov Radosław Koryzna |
| 10h20 (UTC−03:00) | Rapport     |                      |                   | Parc aquatique Maria-Lenk, Rio de Janeiro Arbitrage : Sergey Naumov Radosław Koryzna | Parc aquatique Maria-Lenk, Rio de Janeiro Arbitrage : Sergey Naumov Radosław Koryzna |

| 8 août 2016       | États-Unis  | 9 - 10               | Espagne       |                                                                                        |                                                                                        |
| 11h40 (UTC−03:00) | Bonanni (4) | (2-4, 3-1, 2-3, 2-2) | Echenique (3) | Parc aquatique Maria-Lenk, Rio de Janeiro Arbitrage : Adrian Alexandrescu Péter Molnár | Parc aquatique Maria-Lenk, Rio de Janeiro Arbitrage : Adrian Alexandrescu Péter Molnár |
| 11h40 (UTC−03:00) | Rapport     |                      |               | Parc aquatique Maria-Lenk, Rio de Janeiro Arbitrage : Adrian Alexandrescu Péter Molnár | Parc aquatique Maria-Lenk, Rio de Janeiro Arbitrage : Adrian Alexandrescu Péter Molnár |

| 8 août 2016       | Croatie           | 8 - 7                | Monténégro            |                                                                                         |                                                                                         |
| 20h50 (UTC−03:00) | trois joueurs (2) | (2-2, 2-1, 1-2, 3-2) | Brguljan, Janović (2) | Parc aquatique Maria-Lenk, Rio de Janeiro Arbitrage : Daniel Flahive Georgios Stavridis | Parc aquatique Maria-Lenk, Rio de Janeiro Arbitrage : Daniel Flahive Georgios Stavridis |
| 20h50 (UTC−03:00) | Rapport           |                      |                       | Parc aquatique Maria-Lenk, Rio de Janeiro Arbitrage : Daniel Flahive Georgios Stavridis | Parc aquatique Maria-Lenk, Rio de Janeiro Arbitrage : Daniel Flahive Georgios Stavridis |

| 10 août 2016      | France            | 3 - 6                | États-Unis  |                                                                                         |                                                                                         |
| 11h40 (UTC−03:00) | trois joueurs (1) | (1-1, 0-4, 0-0, 2-1) | Samuels (3) | Parc aquatique Maria-Lenk, Rio de Janeiro Arbitrage : Adrian Alexandrescu German Moller | Parc aquatique Maria-Lenk, Rio de Janeiro Arbitrage : Adrian Alexandrescu German Moller |
| 11h40 (UTC−03:00) | Rapport           |                      |             | Parc aquatique Maria-Lenk, Rio de Janeiro Arbitrage : Adrian Alexandrescu German Moller | Parc aquatique Maria-Lenk, Rio de Janeiro Arbitrage : Adrian Alexandrescu German Moller |

| 10 août 2016      | Monténégro   | 5 - 6                | Italie        |                                                                                       |                                                                                       |
| 13h00 (UTC−03:00) | Brguljan (2) | (1-2, 1-1, 0-1, 3-2) | Di Fulvio (3) | Parc aquatique Maria-Lenk, Rio de Janeiro Arbitrage : Péter Molnár Georgios Stavridis | Parc aquatique Maria-Lenk, Rio de Janeiro Arbitrage : Péter Molnár Georgios Stavridis |
| 13h00 (UTC−03:00) | Rapport      |                      |               | Parc aquatique Maria-Lenk, Rio de Janeiro Arbitrage : Péter Molnár Georgios Stavridis | Parc aquatique Maria-Lenk, Rio de Janeiro Arbitrage : Péter Molnár Georgios Stavridis |

| 10 août 2016      | Espagne       | 9 - 4                | Croatie            |                                                                                      |                                                                                      |
| 20h50 (UTC−03:00) | Echenique (4) | (2-0, 2-1, 1-2, 4-1) | quatre joueurs (1) | Parc aquatique Maria-Lenk, Rio de Janeiro Arbitrage : Radosław Koryzna Boris Margeta | Parc aquatique Maria-Lenk, Rio de Janeiro Arbitrage : Radosław Koryzna Boris Margeta |
| 20h50 (UTC−03:00) | Rapport       |                      |                    | Parc aquatique Maria-Lenk, Rio de Janeiro Arbitrage : Radosław Koryzna Boris Margeta | Parc aquatique Maria-Lenk, Rio de Janeiro Arbitrage : Radosław Koryzna Boris Margeta |

| 12 août 2016      | Croatie   | 10 - 7               | Italie    |                                                                                   |                                                                                   |
| 10h20 (UTC−03:00) | Sukno (5) | (1-1, 4-3, 3-2, 2-1) | Gallo (2) | Parc aquatique Maria-Lenk, Rio de Janeiro Arbitrage : Daniel Flahive Mark Koganov | Parc aquatique Maria-Lenk, Rio de Janeiro Arbitrage : Daniel Flahive Mark Koganov |
| 10h20 (UTC−03:00) | Rapport   |                      |           | Parc aquatique Maria-Lenk, Rio de Janeiro Arbitrage : Daniel Flahive Mark Koganov | Parc aquatique Maria-Lenk, Rio de Janeiro Arbitrage : Daniel Flahive Mark Koganov |

| 12 août 2016      | États-Unis  | 5 - 8                | Monténégro      |                                                                                           |                                                                                           |
| 11h40 (UTC−03:00) | Samuels (2) | (1-2, 0-0, 2-2, 2-4) | D. Brguljan (2) | Parc aquatique Maria-Lenk, Rio de Janeiro Arbitrage : Radosław Koryzna Georgios Stavridis | Parc aquatique Maria-Lenk, Rio de Janeiro Arbitrage : Radosław Koryzna Georgios Stavridis |
| 11h40 (UTC−03:00) | Rapport     |                      |                 | Parc aquatique Maria-Lenk, Rio de Janeiro Arbitrage : Radosław Koryzna Georgios Stavridis | Parc aquatique Maria-Lenk, Rio de Janeiro Arbitrage : Radosław Koryzna Georgios Stavridis |

| 12 août 2016      | Espagne       | 10 - 4               | France         |                                                                                  |                                                                                  |
| 20h50 (UTC−03:00) | Echenique (3) | (3-1, 3-0, 1-1, 3-2) | Crousillat (2) | Parc aquatique Maria-Lenk, Rio de Janeiro Arbitrage : Péter Molnár Fabio Toffoli | Parc aquatique Maria-Lenk, Rio de Janeiro Arbitrage : Péter Molnár Fabio Toffoli |
| 20h50 (UTC−03:00) | Rapport       |                      |                | Parc aquatique Maria-Lenk, Rio de Janeiro Arbitrage : Péter Molnár Fabio Toffoli | Parc aquatique Maria-Lenk, Rio de Janeiro Arbitrage : Péter Molnár Fabio Toffoli |

| 14 août 2016      | Monténégro        | 9 - 9                | Espagne    |                                                                                       |                                                                                       |
| 12h50 (UTC−03:00) | trois joueurs (2) | (2-2, 3-2, 2-4, 2-1) | Molina (2) | Centre aquatique olympique, Rio de Janeiro Arbitrage : Radosław Koryzna Sergey Naumov | Centre aquatique olympique, Rio de Janeiro Arbitrage : Radosław Koryzna Sergey Naumov |
| 12h50 (UTC−03:00) | Rapport           |                      |            | Centre aquatique olympique, Rio de Janeiro Arbitrage : Radosław Koryzna Sergey Naumov | Centre aquatique olympique, Rio de Janeiro Arbitrage : Radosław Koryzna Sergey Naumov |

| 14 août 2016      | États-Unis         | 10 - 7               | Italie                  |                                                                                       |                                                                                       |
| 15h30 (UTC−03:00) | quatre joueurs (2) | (2-4, 3-2, 3-1, 2-0) | Di Fulvio, Figlioli (2) | Centre aquatique olympique, Rio de Janeiro Arbitrage : Boris Margeta Vojin Putniković | Centre aquatique olympique, Rio de Janeiro Arbitrage : Boris Margeta Vojin Putniković |
| 15h30 (UTC−03:00) | Rapport            |                      |                         | Centre aquatique olympique, Rio de Janeiro Arbitrage : Boris Margeta Vojin Putniković | Centre aquatique olympique, Rio de Janeiro Arbitrage : Boris Margeta Vojin Putniković |

| 14 août 2016      | France       | 9 - 8                | Croatie   |                                                                               |                                                                               |
| 16h50 (UTC−03:00) | Marzouki (3) | (3-2, 3-3, 2-1, 1-2) | Sukno (3) | Centre aquatique olympique, Rio de Janeiro Arbitrage : Hatem Gaber Ni Shi Wei | Centre aquatique olympique, Rio de Janeiro Arbitrage : Hatem Gaber Ni Shi Wei |
| 16h50 (UTC−03:00) | Rapport      |                      |           | Centre aquatique olympique, Rio de Janeiro Arbitrage : Hatem Gaber Ni Shi Wei | Centre aquatique olympique, Rio de Janeiro Arbitrage : Hatem Gaber Ni Shi Wei |

## Phase finale
|  | Quarts de finale            | Quarts de finale            |                             |                             | Demi-finales                | Demi-finales                |    |  | Finale                      | Finale                      |
|  | Quarts de finale            | Quarts de finale            |                             |                             | Demi-finales                | Demi-finales                |    |  | Finale                      | Finale                      |
|  |                             |                             |                             |                             |                             |                             |    |  |                             |                             |
|  | 16 août à 11h00 (UTC−03:00) | 16 août à 11h00 (UTC−03:00) |                             |                             | 18 août à 12h20 (UTC−03:00) | 18 août à 12h20 (UTC−03:00) |    |  | 20 août à 17h50 (UTC−03:00) | 20 août à 17h50 (UTC−03:00) |
|  | 16 août à 11h00 (UTC−03:00) | 16 août à 11h00 (UTC−03:00) |                             |                             | 18 août à 12h20 (UTC−03:00) | 18 août à 12h20 (UTC−03:00) |    |  | 20 août à 17h50 (UTC−03:00) | 20 août à 17h50 (UTC−03:00) |
|  | [A1] Hongrie                | 9 (2)                       |                             |                             | 18 août à 12h20 (UTC−03:00) | 18 août à 12h20 (UTC−03:00) |    |  | 20 août à 17h50 (UTC−03:00) | 20 août à 17h50 (UTC−03:00) |
|  | [A1] Hongrie                | 9 (2)                       |                             |                             | 18 août à 12h20 (UTC−03:00) | 18 août à 12h20 (UTC−03:00) |    |  | 20 août à 17h50 (UTC−03:00) | 20 août à 17h50 (UTC−03:00) |
|  | [B4] Monténégro             | 9 (4)                       |                             |                             | 18 août à 12h20 (UTC−03:00) | 18 août à 12h20 (UTC−03:00) |    |  | 20 août à 17h50 (UTC−03:00) | 20 août à 17h50 (UTC−03:00) |
|  | [B4] Monténégro             | 9 (4)                       | Monténégro                  | 8                           |                             |                             |    |  | 20 août à 17h50 (UTC−03:00) | 20 août à 17h50 (UTC−03:00) |
|  | 16 août à 15h10 (UTC−03:00) |                             | Monténégro                  | 8                           |                             |                             |    |  | 20 août à 17h50 (UTC−03:00) | 20 août à 17h50 (UTC−03:00) |
|  |                             | Croatie                     | 12                          |                             |                             |                             |    |  | 20 août à 17h50 (UTC−03:00) | 20 août à 17h50 (UTC−03:00) |
|  | [A3] Brésil                 | Croatie                     | 12                          | 6                           |                             |                             |    |  | 20 août à 17h50 (UTC−03:00) | 20 août à 17h50 (UTC−03:00) |
|  | [A3] Brésil                 |                             |                             | 6                           |                             |                             |    |  | 20 août à 17h50 (UTC−03:00) | 20 août à 17h50 (UTC−03:00) |
|  | [B2] Croatie                | 10                          |                             |                             |                             |                             |    |  | 20 août à 17h50 (UTC−03:00) | 20 août à 17h50 (UTC−03:00) |
|  | [B2] Croatie                | 10                          | Croatie                     | 7                           |                             |                             |    |  |                             |                             |
|  | 16 août à 16h30 (UTC−03:00) |                             | Croatie                     | 7                           |                             |                             |    |  |                             |                             |
|  |                             | Serbie                      | 11                          |                             |                             |                             |    |  |                             |                             |
|  | [A2] Grèce                  | Serbie                      | 11                          | 5                           |                             |                             |    |  |                             |                             |
|  | [A2] Grèce                  | 18 août à 16h30 (UTC−03:00) |                             | 5                           |                             |                             |    |  |                             |                             |
|  | [B3] Italie                 | 9                           |                             |                             |                             |                             |    |  |                             |                             |
|  | [B3] Italie                 | 9                           | Italie                      | 8                           |                             |                             |    |  |                             |                             |
|  | 16 août à 12h20 (UTC−03:00) | 16 août à 12h20 (UTC−03:00) | Italie                      | 8                           | Match pour la 3e place      | Match pour la 3e place      |    |  |                             |                             |
|  | 16 août à 12h20 (UTC−03:00) | 16 août à 12h20 (UTC−03:00) |                             | Serbie                      | Match pour la 3e place      | Match pour la 3e place      | 10 |  |                             |                             |
|  | [A4] Serbie                 | 10                          | 20 août à 13h00 (UTC−03:00) | 20 août à 13h00 (UTC−03:00) |                             |                             | 10 |  |                             |                             |
|  | [A4] Serbie                 | 10                          | 20 août à 13h00 (UTC−03:00) | 20 août à 13h00 (UTC−03:00) |                             |                             |    |  |                             |                             |
|  | [B1] Espagne                | 7                           |                             | Monténégro                  | 10                          |                             |    |  |                             |                             |
|  | [B1] Espagne                | 7                           |                             | Monténégro                  | 10                          |                             |    |  |                             |                             |
|  |                             |                             |                             |                             |                             |                             |    |  | Italie                      | 12                          |
|  |                             |                             |                             |                             |                             |                             |    |  | Italie                      | 12                          |

### Quarts de finale

#### Matchs
| 16 août 2016      | Hongrie            | 9 - 9 (2 - 4)        | Monténégro |                                                                                  |                                                                                  |
| 11h00 (UTC−03:00) | Erdélyi, Vámos (3) | (1-2, 2-3, 3-3, 3-1) | Ivović (3) | Centre aquatique olympique, Rio de Janeiro Arbitrage : Mark Koganov Joseph Peila | Centre aquatique olympique, Rio de Janeiro Arbitrage : Mark Koganov Joseph Peila |
| 11h00 (UTC−03:00) | Rapport            |                      |            | Centre aquatique olympique, Rio de Janeiro Arbitrage : Mark Koganov Joseph Peila | Centre aquatique olympique, Rio de Janeiro Arbitrage : Mark Koganov Joseph Peila |

| 16 août 2016      | Serbie     | 10 - 7               | Espagne    |                                                                                        |                                                                                        |
| 12h20 (UTC−03:00) | Mandić (4) | (3-1, 4-2, 0-2, 3-2) | Molina (3) | Centre aquatique olympique, Rio de Janeiro Arbitrage : Daniel Flahive Radosław Koryzna | Centre aquatique olympique, Rio de Janeiro Arbitrage : Daniel Flahive Radosław Koryzna |
| 12h20 (UTC−03:00) | Rapport    |                      |            | Centre aquatique olympique, Rio de Janeiro Arbitrage : Daniel Flahive Radosław Koryzna | Centre aquatique olympique, Rio de Janeiro Arbitrage : Daniel Flahive Radosław Koryzna |

| 16 août 2016      | Brésil    | 6 - 10                    | Croatie             |                                                                                             |                                                                                             |
| 15h10 (UTC−03:00) | Gomes (3) | (2-3, 1-4, 3-1, 0-2, 3-2) | García, Joković (3) | Centre aquatique olympique, Rio de Janeiro Arbitrage : Adrian Alexandrescu Benjamin Mercier | Centre aquatique olympique, Rio de Janeiro Arbitrage : Adrian Alexandrescu Benjamin Mercier |
| 15h10 (UTC−03:00) | Rapport   |                           |                     | Centre aquatique olympique, Rio de Janeiro Arbitrage : Adrian Alexandrescu Benjamin Mercier | Centre aquatique olympique, Rio de Janeiro Arbitrage : Adrian Alexandrescu Benjamin Mercier |

| 16 août 2016      | Grèce                   | 5 - 9                | Italie       |                                                                                    |                                                                                    |
| 16h30 (UTC−03:00) | Foutoulis, Mourikis (2) | (0-2, 2-2, 1-2, 2-3) | Figlioli (3) | Centre aquatique olympique, Rio de Janeiro Arbitrage : Boris Margeta Sergey Naumov | Centre aquatique olympique, Rio de Janeiro Arbitrage : Boris Margeta Sergey Naumov |
| 16h30 (UTC−03:00) | Rapport                 |                      |              | Centre aquatique olympique, Rio de Janeiro Arbitrage : Boris Margeta Sergey Naumov | Centre aquatique olympique, Rio de Janeiro Arbitrage : Boris Margeta Sergey Naumov |

### Demi-finales
Les matchs de demi-finales sont les mêmes que ceux des Jeux olympiques de 2012.

#### Matchs
| 18 août 2016      | Monténégro           | 8 - 12              | Croatie    |                                                                                         |                                                                                         |
| 12h20 (UTC−03:00) | Brguljan, Ivović (3) | (3-4,2-3, 1-1, 2-4) | Bušlje (4) | Centre aquatique olympique, Rio de Janeiro Arbitrage : Adrian Alexandrescu Joseph Peila | Centre aquatique olympique, Rio de Janeiro Arbitrage : Adrian Alexandrescu Joseph Peila |
| 12h20 (UTC−03:00) | Rapport              |                     |            | Centre aquatique olympique, Rio de Janeiro Arbitrage : Adrian Alexandrescu Joseph Peila | Centre aquatique olympique, Rio de Janeiro Arbitrage : Adrian Alexandrescu Joseph Peila |

| 18 août 2016      | Italie            | 8 - 10               | Serbie            |                                                                                          |                                                                                          |
| 16h30 (UTC−03:00) | trois joueurs (2) | (0-3, 2-3, 0-1, 6-3) | trois joueurs (2) | Centre aquatique olympique, Rio de Janeiro Arbitrage : Daniel Flahive Georgios Stavridis | Centre aquatique olympique, Rio de Janeiro Arbitrage : Daniel Flahive Georgios Stavridis |
| 16h30 (UTC−03:00) | Rapport           |                      |                   | Centre aquatique olympique, Rio de Janeiro Arbitrage : Daniel Flahive Georgios Stavridis | Centre aquatique olympique, Rio de Janeiro Arbitrage : Daniel Flahive Georgios Stavridis |

### Match pour la médaille de bronze
Pour sa troisième finale olympique pour le bronze consécutive, le Monténégro échoue à monter sur le podium. Quatre ans après la médaille de bronze à Londres, l'Italie demeure sur le podium et totalise désormais huit médailles olympiques.
| 20 août 2016      | Monténégro  | 10 - 12              | Italie          |                                                                                    |                                                                                    |
| 13h00 (UTC−03:00) | Janović (3) | (1-2, 3-3, 2-4, 4-3) | Presciuttio (4) | Centre aquatique olympique, Rio de Janeiro Arbitrage : Boris Margeta Sergey Naumov | Centre aquatique olympique, Rio de Janeiro Arbitrage : Boris Margeta Sergey Naumov |
| 13h00 (UTC−03:00) | Rapport     |                      |                 | Centre aquatique olympique, Rio de Janeiro Arbitrage : Boris Margeta Sergey Naumov | Centre aquatique olympique, Rio de Janeiro Arbitrage : Boris Margeta Sergey Naumov |

### Finale
Après deux médailles de bronze, la Serbie participe à sa première finale olympique contre les champions sortants.
| 20 août 2016      | Croatie   | 7 - 11               | Serbie     |                                                                                        |                                                                                        |
| 17h50 (UTC−03:00) | Sukno (3) | (2-3, 1-3, 2-3, 2-2) | Mandić (4) | Centre aquatique olympique, Rio de Janeiro Arbitrage : Péter Molnár Georgios Stavridis | Centre aquatique olympique, Rio de Janeiro Arbitrage : Péter Molnár Georgios Stavridis |
| 17h50 (UTC−03:00) | Rapport   |                      |            | Centre aquatique olympique, Rio de Janeiro Arbitrage : Péter Molnár Georgios Stavridis | Centre aquatique olympique, Rio de Janeiro Arbitrage : Péter Molnár Georgios Stavridis |

## Matchs de classement
|  | Demi-finales 5e/8e places   | Demi-finales 5e/8e places   |                 |    | 5e et 6e places             | 5e et 6e places             |
|  | Demi-finales 5e/8e places   | Demi-finales 5e/8e places   |                 |    | 5e et 6e places             | 5e et 6e places             |
|  |                             |                             |                 |    |                             |                             |
|  | 18 août à 11h00 (UTC−03:00) | 18 août à 11h00 (UTC−03:00) |                 |    | 20 août à 16h30 (UTC−03:00) | 20 août à 16h30 (UTC−03:00) |
|  | 18 août à 11h00 (UTC−03:00) | 18 août à 11h00 (UTC−03:00) |                 |    | 20 août à 16h30 (UTC−03:00) | 20 août à 16h30 (UTC−03:00) |
|  | Hongrie                     | 13                          |                 |    | 20 août à 16h30 (UTC−03:00) | 20 août à 16h30 (UTC−03:00) |
|  | Hongrie                     | 13                          |                 |    | 20 août à 16h30 (UTC−03:00) | 20 août à 16h30 (UTC−03:00) |
|  | Brésil                      | 4                           |                 |    | 20 août à 16h30 (UTC−03:00) | 20 août à 16h30 (UTC−03:00) |
|  | Brésil                      | 4                           | Hongrie         | 12 |                             |                             |
|  | 18 août à 15h10 (UTC−03:00) |                             | Hongrie         | 12 |                             |                             |
|  |                             | Grèce                       | 10              |    |                             |                             |
|  | Grèce                       | Grèce                       | 10              | 9  |                             |                             |
|  | Grèce                       |                             |                 | 9  |                             |                             |
|  | Espagne                     | 7                           |                 |    |                             |                             |
|  | Espagne                     | 7                           | 7e et 8e places |    |                             |                             |
|  |                             |                             |                 |    |                             |                             |
|  | 20 août à 11h40 (UTC−03:00) |                             |                 |    |                             |                             |
|  |                             |                             |                 |    |                             |                             |
|  | Brésil                      | 8                           |                 |    |                             |                             |
|  | Brésil                      | 8                           |                 |    |                             |                             |
|  | Espagne                     | 9                           |                 |    |                             |                             |
|  | Espagne                     | 9                           |                 |    |                             |                             |

### Demi-finales5e/8eplaces

#### Matchs
| 18 août 2016      | Hongrie     | 13 - 4               | Brésil     |                                                                                     |                                                                                     |
| 11h00 (UTC−03:00) | Erdélyi (4) | (4-1, 3-0, 4-3, 2-0) | Baches (2) | Centre aquatique olympique, Rio de Janeiro Arbitrage : Filippo Gomez Masoud Rezvani | Centre aquatique olympique, Rio de Janeiro Arbitrage : Filippo Gomez Masoud Rezvani |
| 11h00 (UTC−03:00) | Rapport     |                      |            | Centre aquatique olympique, Rio de Janeiro Arbitrage : Filippo Gomez Masoud Rezvani | Centre aquatique olympique, Rio de Janeiro Arbitrage : Filippo Gomez Masoud Rezvani |

| 18 août 2016      | Grèce          | 9 - 7                | Espagne    |                                                                                  |                                                                                  |
| 15h10 (UTC−03:00) | Afroudakis (2) | (1-0, 2-1, 4-3, 2-3) | Molina (4) | Centre aquatique olympique, Rio de Janeiro Arbitrage : Boris Margeta Nenad Peris | Centre aquatique olympique, Rio de Janeiro Arbitrage : Boris Margeta Nenad Peris |
| 15h10 (UTC−03:00) | Rapport        |                      |            | Centre aquatique olympique, Rio de Janeiro Arbitrage : Boris Margeta Nenad Peris | Centre aquatique olympique, Rio de Janeiro Arbitrage : Boris Margeta Nenad Peris |

### Match pour la septième place
| 20 août 2016      | Brésil            | 8 - 9                | Espagne           |                                                                                          |                                                                                          |
| 11h40 (UTC−03:00) | trois joueurs (2) | (1-3, 2-1, 1-2, 4-3) | trois joueurs (2) | Centre aquatique olympique, Rio de Janeiro Arbitrage : Stanko Ivanovski Vojin Putniković | Centre aquatique olympique, Rio de Janeiro Arbitrage : Stanko Ivanovski Vojin Putniković |
| 11h40 (UTC−03:00) | Rapport           |                      |                   | Centre aquatique olympique, Rio de Janeiro Arbitrage : Stanko Ivanovski Vojin Putniković | Centre aquatique olympique, Rio de Janeiro Arbitrage : Stanko Ivanovski Vojin Putniković |

### Match pour la cinquième place
| 20 août 2016      | Hongrie          | 12 - 10              | Grèce              |                                                                                  |                                                                                  |
| 16h30 (UTC−03:00) | Kis, Zalánki (3) | (2-1, 4-4, 3-3, 3-2) | quatre joueurs (2) | Centre aquatique olympique, Rio de Janeiro Arbitrage : Mark Koganov Joseph Peila | Centre aquatique olympique, Rio de Janeiro Arbitrage : Mark Koganov Joseph Peila |
| 16h30 (UTC−03:00) | Rapport          |                      |                    | Centre aquatique olympique, Rio de Janeiro Arbitrage : Mark Koganov Joseph Peila | Centre aquatique olympique, Rio de Janeiro Arbitrage : Mark Koganov Joseph Peila |

## Statistiques et récompenses

### Classement
| Rang | Équipe     | J | V | N | D | Bp | Bc | Diff | Pts |
| ---- | ---------- | - | - | - | - | -- | -- | ---- | --- |
| 1    | Serbie     | 8 | 5 | 2 | 1 | 80 | 66 | +14  | 12  |
| 2    | Croatie    | 8 | 5 | 0 | 3 | 67 | 62 | +5   | 10  |
| 3    | Italie     | 8 | 5 | 0 | 3 | 69 | 66 | +3   | 10  |
| 4    | Monténégro | 0 | 0 | 0 | 0 | 0  | 0  | 0    | 0   |
| 5    | Hongrie    | 0 | 0 | 0 | 0 | 0  | 0  | 0    | 0   |
| 6    | Grèce      | 0 | 0 | 0 | 0 | 0  | 0  | 0    | 0   |
| 7    | Espagne    | 0 | 0 | 0 | 0 | 0  | 0  | 0    | 0   |
| 8    | Brésil     | 0 | 0 | 0 | 0 | 0  | 0  | 0    | 0   |
| 9    | Australie  | 5 | 2 | 1 | 2 | 44 | 40 | +4   | 5   |
| 10   | États-Unis | 5 | 2 | 0 | 3 | 35 | 35 | 0    | 4   |
| 11   | France     | 5 | 1 | 0 | 4 | 28 | 42 | -14  | 2   |
| 12   | Japon      | 5 | 0 | 0 | 5 | 36 | 61 | -25  | 0   |

## Couverture médiatique et affluence

### Couverture médiatique
La charte olympique stipule que « Le CIO prend toutes les mesures nécessaires afin d'assurer aux Jeux olympiques la couverture la plus complète par les différents moyens de communication et d'information ainsi que l'audience la plus large possible dans le monde ». De plus la retransmission des Jeux olympiques est le moteur principal du financement du Mouvement olympique et des Jeux olympiques, de la croissance de sa popularité mondiale, ainsi que de la représentation mondiale et de la promotion des Jeux olympiques et des valeurs olympiques.